# Driophlox atrimaxillaris
Tangará-costa-riquenho ou tiê-de-cara-preta (Driophlox atrimaxillaris) é uma espécie de ave da família Cardinalidae.
É endémica da Costa Rica.
Os seus habitats naturais são: florestas subtropicais ou tropicais húmidas de baixa altitude e matagal húmido tropical ou subtropical.
Está ameaçada por perda de habitat.